# Mangalica

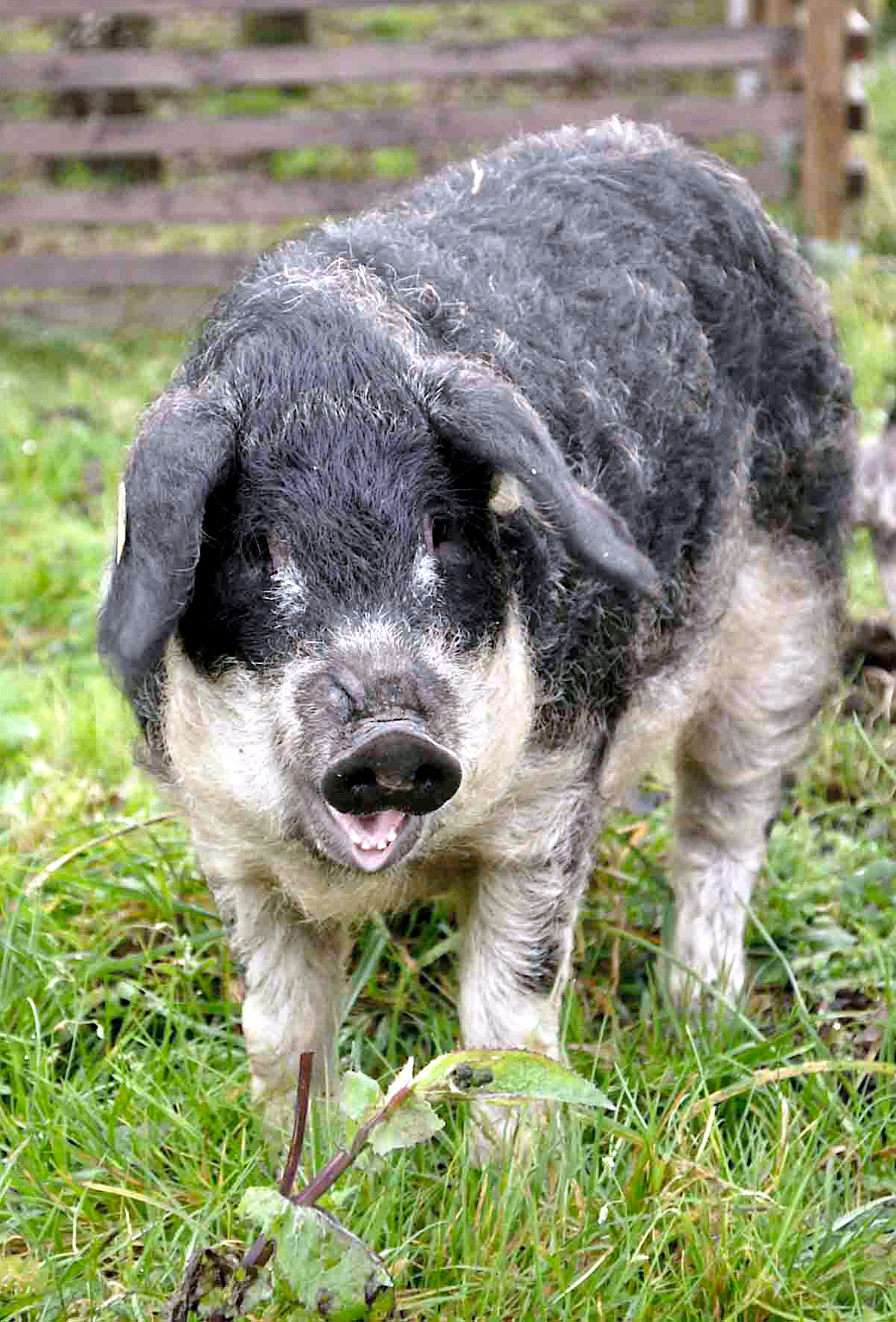
Ejemplar de mangalica.

El cerdo mangalica es una raza de cerdo doméstico (Sus scrofa domestica) autóctona de Hungría que tiene sus orígenes en los cruces de la primitiva raza del tronco mediterráneo, Sumadia (tronco al que también pertenece el cerdo ibérico) con las razas Salonta y Bakonyi (típicas razas semi-salvajes de los Cárpatos). Dependiendo de su color se distinguen cuatro tipos de mangalica: el rojo, el negro (extinto en la actualidad), el rubio (al que corresponden el 80%) y el golondrino.
También se utilizan los nombres mangalitza o mangalitsa para referirse a esta raza.

## Características
El mangalica tiene un pelo muy grueso y largo que parece lana en invierno pero que cambia en primavera por unas cerdas ensortijadas, claras y brillantes; solo hay constancia de otra raza porcina con un pelo así de largo, la extinta Lincolnshire Curly Coat. La piel de la zona de los ojos y del disco nasal muestra una pigmentación negra, retirando de la cría los animales que no la presentan. El color de sus uñas también es negro. El mangalica presenta una proporción de grasas y tocino muy elevadas.

### Historia
Muy extendido en el Imperio Austrohúngaro a principios del siglo XX, su número quedó drásticamente reducido tras la Segunda Guerra Mundial. Su época de oro (durante la cual el valor de la grasa era superior al de la carne) se desarrolló entre 1850 y 1950. Los cambios alimenticios producidos en Europa, a mediados de este siglo, casi terminaron con la esperanza de su recuperación. En 1990 quedaban en toda Hungría menos de 200 animales por lo que fue declarado en peligro de extinción.

### Recuperación

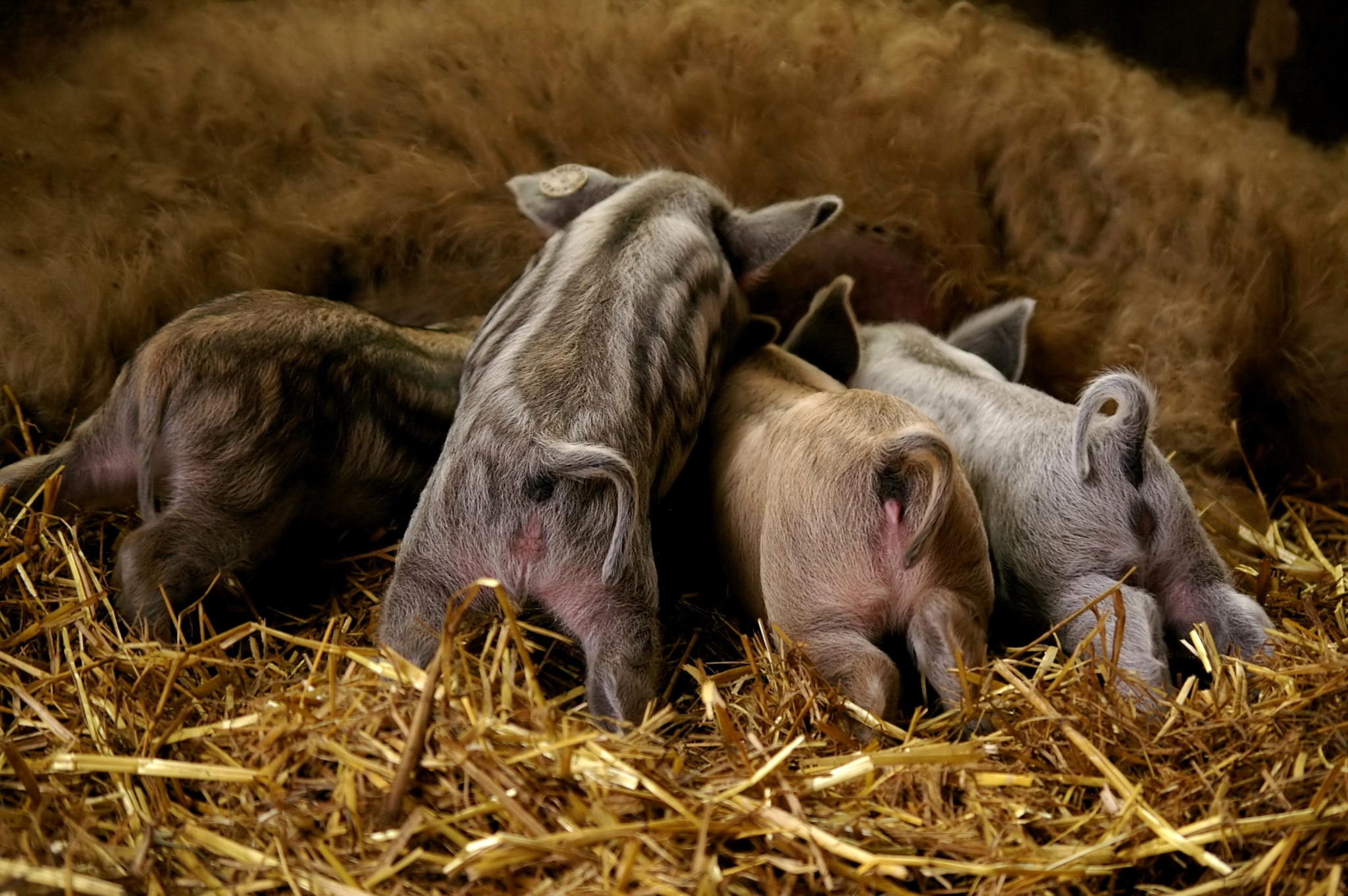
Lechones de mangalica.

En 1991 quedaban menos de 200 ejemplares en Hungría. Monte Nevado, una empresa española inició su cría y recuperación salvando de la extinción segura a esta antigua raza y por ello en 2016 se le concedió la Cruz del Mérito a su director, Juan Vicente Olmos. Actualmente se producen unos 60000 cerdos de esta raza en Hungría. Se ha extendido su crianza a Alemania, Austria y Suiza.
En 2006 se exportaron varios ejemplares a Gran Bretaña y desde entonces están registrados en el BPA Mangalitza Herd Book. En 2007 se exportaron otros ejemplares a USA.